# 夺命金剑
《夺命金剑》（英語：The Fast Sword）是1971年上映的一部香港電影，由黄枫执导兼编剧，并亲自出演。该电影主演讲述一个官差在运送囚犯的时候，因为一些原因而相互合作的故事。

## 劇情簡介
一个官差意外的找到了自己之前要找的犯人，而那个犯人在母亲的劝解下，决定跟官差离开，但是在离开的途中，却遭到了一个盗贼团的袭击，而那个盗贼团还是囚犯的仇人，于是官差和囚犯以及囚犯的妹妹合作将盗贼团歼灭。
而后，官差决定因为一些原因而放过这个囚犯。

## 演员
- 張翼
- 韓湘琴
- 石雋[6]
- 洪金宝
- 易原
- 苗天
- 王萊
- 黃楓
- 高鸣

## 備註
1. ↑  姚忠在. . 中国香港電影資料館. 2017年.
2. ↑  白睿文. . 2023年.
3. ↑  陈墨. . 2005年.
4. ↑  . 2006年.
5. ↑  陈墨. . 1996年.
6. ↑  . 1987年.

## 相關連結
- 互联网电影数据库（IMDb）上《夺命金剑》的资料（英文）
- 豆瓣电影上《夺命金剑》的資料 （简体中文）
- 香港影庫上《夺命金剑》的資料（繁體中文）
- 爛番茄上《夺命金剑》的資料（英文）